# Dolcetto d'Acqui superiore
Il Dolcetto d'Acqui superiore è un vino DOC la cui produzione è consentita nella provincia di Alessandria.

## Caratteristiche organolettiche
- colore: rosso rubino intenso con tendenza al rosso mattone con l'invecchiamento.
- odore: vinoso, attenuato, caratteristico.
- sapore: asciutto, morbido, gradevolmente mandorlato o amarognolo.

## Abbinamenti consigliati
grigliata di pesce

## Produzione
Provincia, stagione, volume in ettolitri
- nessun dato disponibile